# Miss Universo 1993
Miss Universo 1993, la 42.ª edición del concurso de belleza Miss Universo, se celebró en el Auditorio Nacional en Ciudad de México (México) el 21 de mayo.
Representantes provenientes de setenta y nueve países y territorios compitieron por el título en esta versión del certamen. Al final del evento, Miss Universo 1992, Michelle McLean de Namibia, coronó como su sucesora a Dayanara Torres de Puerto Rico. La ganadora se convirtió en la tercera representante de su país en obtener el título de Miss Universo.
El concurso fue presentado por Dick Clark; como comentaristas, actuaron Cecilia Bolocco, Miss Universo 1987, y Angela Visser, Miss Universo 1989.

## Antecedentes

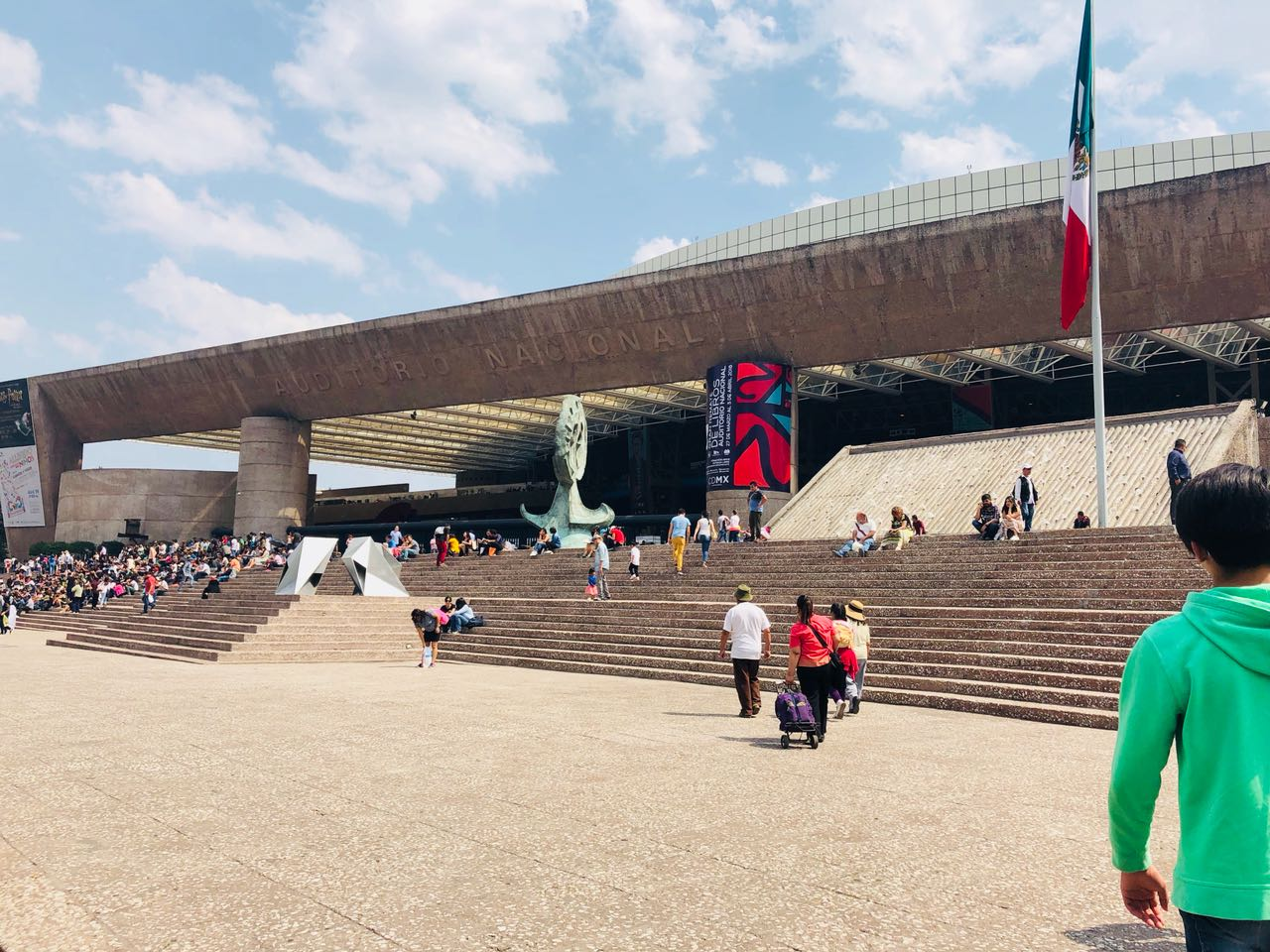
Auditorio Nacional, recinto sede de Miss Universo 1993.

### Sede y fecha
En julio de 1992, Miss Universe Inc. y el director del Canal 13, Romeo Flores, anunciaron que esta edición tendría lugar en el Auditorio Nacional en la Ciudad de México. La organización de Miss Universo en México contó con el apoyo del entonces presidente de México, Carlos Salinas de Gortari. Además de la Ciudad de México, las candidatas también visitaron los estados de Campeche, Oaxaca, Zacatecas, Querétaro y la demarcación territorial de Xochimilco para actividades oficiales antes de la competencia final.
A pocos días de la final del concurso, el presidente de Señorita México, Carlos Guerrero, anunció que Miss Universo se realizaría nuevamente en México en 1995. Las negociaciones fracasaron posteriormente; México volvió a ser la sede del Miss Universo en 2007.

### Selección de candidatas
Esta edición marcó los debuts de Estonia, Suazilandia y la República Checa; y los regresos de Belice, Ghana, Hong Kong, Italia y Trinidad y Tobago, todos los cuales habían competido por última vez en 1991. Pavlína Babůrková de la República Checa fue originalmente coronada como Miss Checoslovaquia 1992, pero después de la división de Checoslovaquia en República Checa y Eslovaquia, Babůrková representó a la República Checa.
Yuliya Etina, Miss Comunidad de Estados Independientes 1992, se retiró del concurso por razones no reveladas. Bermudas, Egipto, Kenia, las Islas Cook y la República de China se retiraron por razones no reveladas.
Indira Sudiro de Indonesia compitió en esta edición, pero se retiró debido a controversias que rodearon su participación en el concurso.

### Incidentes durante el concurso
El concurso se vio empañado por abucheos de la multitud después de que la candidata mexicana, Angelina González, no pudiera avanzar al top 10 de la competencia de trajes nacionales ni a la final como una de las 10 semifinalistas. Esto estuvo dirigido particularmente hacia Kenya Moore de los Estados Unidos, el país que es propietario de la Organización Miss Universo. Durante la presentación de los jueces, los abucheos aumentaron especialmente después de que los jueces mexicanos José Luis Cuevas y Miss Universo 1991 Lupita Jones fueran presentados al público, quien los responsabilizó por la no clasificación de Miss México.

## Resultados

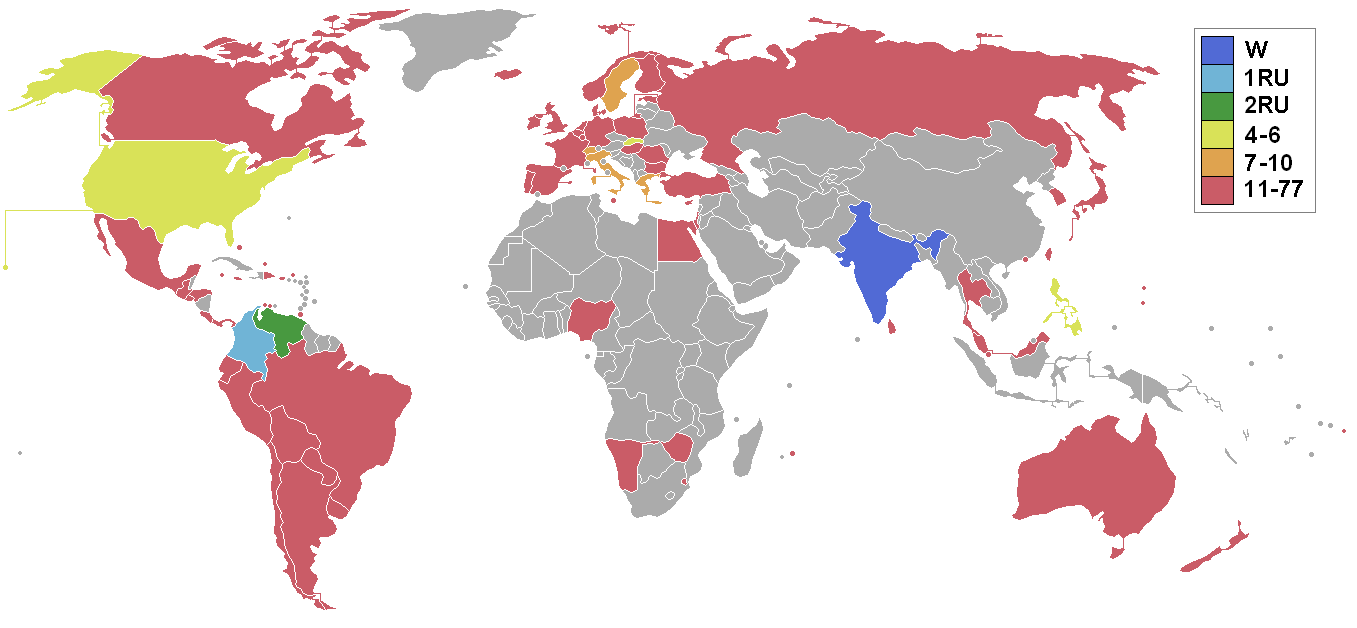
Países y territorios que enviaron candidatas y resultados para Miss Universo 1993

### Clasificación final
| Posición           | Candidata |
| ------------------ | --- |
| Miss Universo 1993 | - Puerto Rico - Dayanara Torres                                                                                               |
| Primera finalista  | - Colombia - Paula Andrea Betancourt                                                                                          |
| Segunda finalista  | - Venezuela - Milka Chulina                                                                                                   |
| Top 6              | - Australia - Voni Delfos - Estados Unidos - Kenya Summer Moore - India - Namrata Shirodkar                                   |
| Top 10             | - Brasil - Leila Cristine Schuster - España - Eugenia Santana - Finlandia - Tarja Smura - República Checa - Pavlina Barbukova |

### Posiciones semifinales
| \| País \| Traje de baño \| Entrevista \| Traje de noche \| Promedio \| Top 6 Finalistas \| \| --------------- \| ------------- \| ---------- \| -------------- \| ---------- \| ---------------- \| \| Venezuela \| 9.336 (2) \| 9.843 (1) \| 9.526 (4) \| 9.568 (1) \| 9.63 (3) \| \| Australia \| 9.624 (1) \| 9.267 (8) \| 9.743 (2) \| 9.545 (2) \| 9.40 (4) \| \| Colombia \| 9.267 (4) \| 9.508 (2) \| 9.815 (1) \| 9.530 (3) \| 9.69 (1) \| \| Puerto Rico \| 9.114 (6) \| 9.314 (6) \| 9.507 (5) \| 9.312 (4) \| 9.64 (2) \| \| India \| 8.886 (9) \| 9.429 (3) \| 9.582 (3) \| 9.299 (5) \| 8.75 (6) \| \| Estados Unidos \| 9.136 (5) \| 9.367 (5) \| 9.367 (7) \| 9.290 (6) \| 9.33 (5) \| \| Brasil \| 8.936 (8) \| 9.297 (7) \| 9.496 (6) \| 9.243 (7) \| \| \| República Checa \| 9.286 (3) \| 9.154 (9) \| 9.171 (8) \| 9.204 (8) \| \| \| Finlandia \| 9.043 (7) \| 9.407 (4) \| 9.091 (10) \| 9.180 (9) \| \| \| España \| 8.800 (10) \| 8.914 (10) \| 9.167 (9) \| 8.960 (10) \| \| Ganadora Primera finalista Segunda finalista Top 6 Top 10 (#) Rango en cada ronda de la competencia |               |            |                |            |                  |
| País | Traje de baño | Entrevista | Traje de noche | Promedio   | Top 6 Finalistas |
| Venezuela | 9.336 (2)     | 9.843 (1)  | 9.526 (4)      | 9.568 (1)  | 9.63 (3)         |
| Australia | 9.624 (1)     | 9.267 (8)  | 9.743 (2)      | 9.545 (2)  | 9.40 (4)         |
| Colombia | 9.267 (4)     | 9.508 (2)  | 9.815 (1)      | 9.530 (3)  | 9.69 (1)         |
| Puerto Rico | 9.114 (6)     | 9.314 (6)  | 9.507 (5)      | 9.312 (4)  | 9.64 (2)         |
| India | 8.886 (9)     | 9.429 (3)  | 9.582 (3)      | 9.299 (5)  | 8.75 (6)         |
| Estados Unidos | 9.136 (5)     | 9.367 (5)  | 9.367 (7)      | 9.290 (6)  | 9.33 (5)         |
| Brasil | 8.936 (8)     | 9.297 (7)  | 9.496 (6)      | 9.243 (7)  |                  |
| República Checa | 9.286 (3)     | 9.154 (9)  | 9.171 (8)      | 9.204 (8)  |                  |
| Finlandia | 9.043 (7)     | 9.407 (4)  | 9.091 (10)     | 9.180 (9)  |                  |
| España | 8.800 (10)    | 8.914 (10) | 9.167 (9)      | 8.960 (10) |                  |

### Premios especiales
Los premios especiales fueron otorgados a las siguientes candidatas:
| Premio              | Candidata                       |
| ------------------- | ------------------------------- |
| Cabello más hermoso | - Venezuela - Milka Chulina     |
| Miss Fotogénica     | - España - Eugenia Santana      |
| Miss Simpatía       | - Ghana - Jamila Haruna Danzuru |

#### Mejor traje nacional
La ganadora y finalistas del premio al mejor traje nacional son las siguientes:
| Premio               | Ganadora                     |
| -------------------- | ---------------------------- |
| Mejor traje nacional | - Noruega - Ine Beate Strand |
| Primera finalista    | - Líbano - Samaya Chadrawi   |
| Segunda finalista    | - Turquía - Ipek Gumusoglu   |

## El concurso

### Formato
Al igual que en 1990, se seleccionaron diez semifinalistas mediante competencia preliminar y entrevistas a puerta cerrada. Diez semifinalistas participaron en la competencia de trajes de baño y de noche y, finalmente, se seleccionaron las seis finalistas. Seis finalistas compitieron en la ronda preliminar de preguntas y respuestas, y tres finalistas compitieron en la ronda final de preguntas y respuestas.

### Panel de jueces
El panel de jueces estuvo conformado por las siguientes nueve personas:
- María Conchita Alonso, actriz cubana-venezolana
- A.J. Kitt, esquiador alpino estadounidense
- Mirjana Van Blaricom, expresidenta de la Asociación de la Prensa Extranjera de Hollywood
- José Luis Cuevas, pintor y escultor mexicano
- Pamela Dennis, diseñadora de moda estadounidense
- Glenn Daniels, director cinematográfico
- Keiko Matsui, artista japonesa de jazz
- Michael Dorn, actor estadounidense
- Lupita Jones, Miss Universo 1991 de México

## Candidatas
79 candidatas compitieron por el título.
| País/Territorio                      | Candidata                | Edad | Procedencia          |
| ------------------------------------ | ------------------------ | ---- | -------------------- |
| Alemania                             | Verona Feldbusch         | 25   | Hamburgo             |
| Argentina                            | Alicia Andrea Ramón      | 19   | Resistencia          |
| Aruba                                | Dyane Escalona           | 19   | Oranjestad           |
| Australia                            | Voni Delfos              | 18   | Brisbane             |
| Austria                              | Rosemary Bruckner        | 21   | Viena                |
| Bahamas                              | Marietta Ricina Sands    | 24   | Nasáu                |
| Bélgica                              | Sandra Joine             | 24   | Amberes              |
| Belice                               | Melanie Smith            | 20   | Ciudad de Belice     |
| Bolivia                              | Roxana Arias             | 19   | Santa Cruz           |
| Brasil                               | Leila Schuster           | 21   | São Paulo            |
| Bulgaria                             | Lilia Koeva              | 18   | Sofía                |
| Canadá                               | Nancy Elder              | 21   | Calgary              |
| Chile                                | Savka Pollak             | 19   | Santiago             |
| Chipre                               | Photini Spyridonos       | 19   | Lárnaca              |
| Colombia                             | Paula Andrea Betancur    | 21   | Leticia              |
| Costa Rica                           | Catalina Rodríguez       | 19   | Heredia              |
| Corea del Sur                        | Yoo Ha-young             | 18   | Seúl                 |
| Curazao                              | Elsa Roozendal           | 19   | Willemstad           |
| Dinamarca                            | Maria Hirse              | 21   | Copenhague           |
| Ecuador                              | Arianna Mandini Klein    | 19   | Guayaquil            |
| El Salvador                          | Katherine Méndez         | 20   | San Salvador         |
| España                               | Eugenia Santana          | 19   | Las Palmas           |
| Estados Unidos                       | Kenya Moore              | 22   | Detroit              |
| Estonia                              | Kersti Tänavsuu          | 20   | Tallin               |
| Filipinas                            | Melinda Joanna Gallardo  | 22   | Manila               |
| Finlandia                            | Tarja Smura              | 22   | Helsinki             |
| Francia                              | Veronique de la Cruz     | 18   | Guadalupe            |
| Ghana                                | Jamila Haruna Danzuru    | 25   | Kumasi               |
| Gran Bretaña                         | Kathryn Middleton        | 24   | Chesterfield         |
| Grecia                               | Kristina Manoussi        | 21   | Atenas               |
| Guam                                 | Charlene Gumataotao      | 21   | Agat                 |
| Guatemala                            | Diana Galván             | 19   | Ciudad de Guatemala  |
| Honduras                             | Denia Reyes              | 18   | La Ceiba             |
| Hong Kong                            | Emily Lo                 | 19   | Hong Kong            |
| Hungría                              | Zsanna Pardy             | 20   | Balatonfüred         |
| India                                | Namrata Shirodkar        | 22   | Bombay               |
| Irlanda                              | Sharon Ellis             | 22   | Cork                 |
| Islandia                             | Maria Run Haflidadóttir  | 20   | Reikiavik            |
| Islas Caimán                         | Pamela Ebanks            | 19   | George Town          |
| Islas Marianas del Norte             | Victoria Todela          | 20   | Saipán               |
| Islas Turcas y Caicos                | Michelle Mills           | 22   | Gran Turca           |
| Islas Vírgenes Británicas            | Rhonda Hodge             | 19   | Road Town            |
| Islas Vírgenes de los Estados Unidos | Cheryl Simpson           | 19   | Santa Cruz           |
| Israel                               | Yana Khodyrker           | 20   | Rejovot              |
| Italia                               | Elisa Jacassi            | 21   | Vercelli             |
| Jamaica                              | Rachel Stuart            | 20   | Kingston             |
| Japón                                | Yukiko Shiki             | 24   | Takarazuka           |
| Líbano                               | Samaya Chadrawi          | 19   | Joünié               |
| Luxemburgo                           | Nathalie dos Santos      | 18   | Luxemburgo           |
| Malasia                              | Lucy Narayanasamy        | 18   | Banting              |
| Malta                                | Roberta Borg             | 18   | Qormi                |
| Mauricio                             | Danielle Pascal          | 26   | Port Louis           |
| México                               | Angelina González        | 18   | Campeche             |
| Namibia                              | Anja Schroder            | 23   | Windhoek             |
| Nueva Zelanda                        | Karly Kinnaird           | 19   | Auckland             |
| Nicaragua                            | Luisa Urcuyo             | 18   | Managua              |
| Nigeria                              | Rhihole Gbinigie         | 19   | Lagos                |
| Noruega                              | Ine Beate Strand         | 21   | Buskerud             |
| Países Bajos                         | Angelique van Zalen      | 22   | Heemstede            |
| Panamá                               | Giselle González         | 20   | Santiago de Veraguas |
| Paraguay                             | Carolina Barrios         | 18   | Encarnación          |
| Perú                                 | Déborah de Souza-Peixoto | 24   | Lima                 |
| Polonia                              | Marzena Wolska           | 23   | Varsovia             |
| Portugal                             | Marisa Cruz              | 18   | Lisboa               |
| Puerto Rico                          | Dayanara Torres          | 18   | Toa Alta             |
| República Checa                      | Pavlína Babůrková        | 19   | Nový Bor             |
| República Dominicana                 | Odalisse Rodríguez       | 21   | Santo Domingo        |
| Rumania                              | Angelica Nicoara         | 20   | Lipova               |
| Singapur                             | Renagah Devi             | 23   | Singapur             |
| Sri Lanka                            | Chamila Wickramesinghe   | 21   | Colombo              |
| Suazilandia                          | Danila Faias             | 18   | Manzini              |
| Suecia                               | Johanna Lind             | 21   | Åtvidaberg           |
| Suiza                                | Valérie Bovard           | 21   | La Tour-de-Peilz     |
| Surinam                              | Jean Zhang               | 18   | Paramaribo           |
| Tailandia                            | Chattharika Ubolsiri     | 21   | Bangkok              |
| Trinidad y Tobago                    | Rachel Charles           | 19   | Tobago               |
| Turquía                              | Ipek Gumusoglu           | 21   | Estambul             |
| Uruguay                              | María Fernanda Navarro   | 19   | Montevideo           |
| Venezuela                            | Milka Chulina            | 19   | Maracay              |

### Preliminar
Las calificaciones preliminares son las siguientes:[cita requerida]
| \| País \| Traje de baño \| Entrevista \| Traje de noche \| Promedio \| \| ----------------------------- \| ------------- \| ---------- \| -------------- \| -------- \| \| Brasil \| 9.06 \| 9.53 \| 9.27 \| 9.287 \| \| Venezuela \| 9.21 \| 9.61 \| 8.90 \| 9.239 \| \| EE. UU. \| 9.19 \| 9.38 \| 9.14 \| 9.238 \| \| Colombia \| 8.79 \| 9.70 \| 9.16 \| 9.217 \| \| España \| 9.34 \| 9.29 \| 8.97 \| 9.202 \| \| Finlandia \| 9.26 \| 9.31 \| 8.97 \| 9.183 \| \| Australia \| 9.41 \| 9.07 \| 8.83 \| 9.102 \| \| Puerto Rico \| 9.01 \| 9.14 \| 9.07 \| 9.074 \| \| India \| 8.69 \| 9.39 \| 9.06 \| 9.050 \| \| República Checa \| 9.04 \| 8.91 \| 9.01 \| 8.990 \| \| Perú \| 8.96 \| 9.06 \| 8.79 \| 8.937 \| \| México \| 8.81 \| 9.15 \| 8.69 \| 8.883 \| \| Jamaica \| 8.71 \| 9.46 \| 8.48 \| 8.883 \| \| Islandia \| 8.64 \| 9.01 \| 8.91 \| 8.853 \| \| Países Bajos \| 8.64 \| 9.31 \| 8.54 \| 8.830 \| \| Suecia \| 8.34 \| 9.44 \| 8.66 \| 8.813 \| \| Chile \| 8.54 \| 9.52 \| 8.24 \| 8.767 \| \| Rumania \| 8.84 \| 8.86 \| 8.53 \| 8.743 \| \| Dinamarca \| 8.66 \| 9.16 \| 8.23 \| 8.683 \| \| Nicaragua \| 8.60 \| 9.25 \| 8.18 \| 8.677 \| \| Noruega \| 8.99 \| 8.50 \| 8.44 \| 8.643 \| \| Filipinas \| 8.46 \| 9.06 \| 8.41 \| 8.643 \| \| Israel \| 8.80 \| 8.91 \| 8.11 \| 8.607 \| \| Namibia \| 8.59 \| 8.91 \| 8.31 \| 8.603 \| \| Islas Vírgenes de los EE. UU. \| 8.08 \| 9.08 \| 8.57 \| 8.577 \| \| Argentina \| 8.42 \| 8.86 \| 8.44 \| 8.573 \| \| Polonia \| 8.23 \| 9.07 \| 8.41 \| 8.570 \| \| Hungría \| 8.59 \| 8.87 \| 8.25 \| 8.570 \| \| Guatemala \| 8.66 \| 8.56 \| 8.44 \| 8.553 \| \| Singapur \| 8.26 \| 9.17 \| 8.23 \| 8.553 \| \| Aruba \| 8.20 \| 8.61 \| 8.76 \| 8.523 \| \| Bélgica \| 8.25 \| 8.89 \| 8.35 \| 8.497 \| \| Italia \| 8.24 \| 9.13 \| 8.07 \| 8.480 \| \| Luxemburgo \| 8.64 \| 8.69 \| 8.09 \| 8.473 \| \| Nueva Zelanda \| 8.46 \| 8.69 \| 8.26 \| 8.470 \| \| Suiza \| 8.06 \| 8.91 \| 8.41 \| 8.460 \| \| Líbano \| 8.14 \| 9.09 \| 8.04 \| 8.423 \| \| Panamá \| 8.26 \| 8.65 \| 8.34 \| 8.417 \| \| Portugal \| 8.17 \| 8.71 \| 8.30 \| 8.393 \| \| Costa Rica \| 8.11 \| 8.77 \| 8.26 \| 8.380 \| \| Ecuador \| 8.00 \| 8.89 \| 8.25 \| 8.380 \| \| Trinidad y Tobago \| 8.02 \| 9.05 \| 7.84 \| 8.303 \| \| Corea \| 7.90 \| 8.66 \| 8.33 \| 8.297 \| \| Turquía \| 8.21 \| 8.43 \| 8.20 \| 8.280 \| \| Uruguay \| 7.85 \| 8.89 \| 8.09 \| 8.277 \| \| República Dominicana \| 8.28 \| 8.51 \| 7.91 \| 8.233 \| \| Francia \| 8.06 \| 8.83 \| 7.80 \| 8.230 \| \| Canadá \| 7.96 \| 9.03 \| 7.63 \| 8.207 \| \| Hong Kong \| 8.01 \| 8.27 \| 8.16 \| 8.147 \| \| El Salvador \| 7.76 \| 8.94 \| 7.74 \| 8.147 \| \| Chipre \| 8.03 \| 8.46 \| 7.91 \| 8.133 \| \| Japón \| 7.84 \| 8.62 \| 7.78 \| 8.080 \| \| Curaçao \| 7.81 \| 8.27 \| 8.14 \| 8.073 \| \| Suriname \| 7.76 \| 8.54 \| 7.90 \| 8.067 \| \| Suazilandia \| 7.67 \| 8.68 \| 7.84 \| 8.063 \| \| Tailandia \| 7.80 \| 8.27 \| 8.08 \| 8.050 \| \| Irlanda \| 7.61 \| 8.85 \| 7.69 \| 8.050 \| \| Alemania \| 7.89 \| 8.56 \| 7.69 \| 8.047 \| \| Austria \| 7.80 \| 8.30 \| 8.02 \| 8.040 \| \| Bolivia \| 7.81 \| 8.17 \| 8.09 \| 8.023 \| \| Gran Bretaña \| 7.52 \| 8.60 \| 7.91 \| 8.010 \| \| Grecia \| 7.61 \| 8.44 \| 7.94 \| 7.997 \| \| Nigeria \| 8.09 \| 7.94 \| 7.95 \| 7.993 \| \| Malasia \| 7.65 \| 8.19 \| 8.11 \| 7.983 \| \| Bahamas \| 7.46 \| 8.47 \| 8.01 \| 7.980 \| \| Islas Caimán \| 7.58 \| 8.46 \| 7.87 \| 7.970 \| \| Islas Turcas y Caicos \| 7.68 \| 8.68 \| 7.55 \| 7.970 \| \| Guam \| 7.60 \| 8.59 \| 7.65 \| 7.947 \| \| Estonia \| 7.48 \| 8.49 \| 7.78 \| 7.917 \| \| Malta \| 7.56 \| 8.41 \| 7.74 \| 7.903 \| \| Sri Lanka \| 7.51 \| 8.61 \| 7.54 \| 7.887 \| \| Paraguay \| 7.54 \| 8.15 \| 7.93 \| 7.873 \| \| Islas Marianas del Norte \| 7.81 \| 8.14 \| 7.45 \| 7.800 \| \| Honduras \| 7.49 \| 8.21 \| 7.67 \| 7.790 \| \| Ghana \| 7.22 \| 8.49 \| 7.44 \| 7.717 \| \| Bulgaria \| 7.59 \| 7.84 \| 7.71 \| 7.713 \| \| Belice \| 7.32 \| 8.24 \| 7.51 \| 7.690 \| \| Islas Vírgenes Británicas \| 7.26 \| 8.06 \| 7.67 \| 7.663 \| \| Mauricio \| 7.20 \| 7.43 \| 7.46 \| 7.363 \| | Ganadora Primera finalista Segunda finalista Top 6 Top 10 |            |                |          |
| País | Traje de baño                                             | Entrevista | Traje de noche | Promedio |
| Brasil | 9.06                                                      | 9.53       | 9.27           | 9.287    |
| Venezuela | 9.21                                                      | 9.61       | 8.90           | 9.239    |
| EE. UU. | 9.19                                                      | 9.38       | 9.14           | 9.238    |
| Colombia | 8.79                                                      | 9.70       | 9.16           | 9.217    |
| España | 9.34                                                      | 9.29       | 8.97           | 9.202    |
| Finlandia | 9.26                                                      | 9.31       | 8.97           | 9.183    |
| Australia | 9.41                                                      | 9.07       | 8.83           | 9.102    |
| Puerto Rico | 9.01                                                      | 9.14       | 9.07           | 9.074    |
| India | 8.69                                                      | 9.39       | 9.06           | 9.050    |
| República Checa | 9.04                                                      | 8.91       | 9.01           | 8.990    |
| Perú | 8.96                                                      | 9.06       | 8.79           | 8.937    |
| México | 8.81                                                      | 9.15       | 8.69           | 8.883    |
| Jamaica | 8.71                                                      | 9.46       | 8.48           | 8.883    |
| Islandia | 8.64                                                      | 9.01       | 8.91           | 8.853    |
| Países Bajos | 8.64                                                      | 9.31       | 8.54           | 8.830    |
| Suecia | 8.34                                                      | 9.44       | 8.66           | 8.813    |
| Chile | 8.54                                                      | 9.52       | 8.24           | 8.767    |
| Rumania | 8.84                                                      | 8.86       | 8.53           | 8.743    |
| Dinamarca | 8.66                                                      | 9.16       | 8.23           | 8.683    |
| Nicaragua | 8.60                                                      | 9.25       | 8.18           | 8.677    |
| Noruega | 8.99                                                      | 8.50       | 8.44           | 8.643    |
| Filipinas | 8.46                                                      | 9.06       | 8.41           | 8.643    |
| Israel | 8.80                                                      | 8.91       | 8.11           | 8.607    |
| Namibia | 8.59                                                      | 8.91       | 8.31           | 8.603    |
| Islas Vírgenes de los EE. UU. | 8.08                                                      | 9.08       | 8.57           | 8.577    |
| Argentina | 8.42                                                      | 8.86       | 8.44           | 8.573    |
| Polonia | 8.23                                                      | 9.07       | 8.41           | 8.570    |
| Hungría | 8.59                                                      | 8.87       | 8.25           | 8.570    |
| Guatemala | 8.66                                                      | 8.56       | 8.44           | 8.553    |
| Singapur | 8.26                                                      | 9.17       | 8.23           | 8.553    |
| Aruba | 8.20                                                      | 8.61       | 8.76           | 8.523    |
| Bélgica | 8.25                                                      | 8.89       | 8.35           | 8.497    |
| Italia | 8.24                                                      | 9.13       | 8.07           | 8.480    |
| Luxemburgo | 8.64                                                      | 8.69       | 8.09           | 8.473    |
| Nueva Zelanda | 8.46                                                      | 8.69       | 8.26           | 8.470    |
| Suiza | 8.06                                                      | 8.91       | 8.41           | 8.460    |
| Líbano | 8.14                                                      | 9.09       | 8.04           | 8.423    |
| Panamá | 8.26                                                      | 8.65       | 8.34           | 8.417    |
| Portugal | 8.17                                                      | 8.71       | 8.30           | 8.393    |
| Costa Rica | 8.11                                                      | 8.77       | 8.26           | 8.380    |
| Ecuador | 8.00                                                      | 8.89       | 8.25           | 8.380    |
| Trinidad y Tobago | 8.02                                                      | 9.05       | 7.84           | 8.303    |
| Corea | 7.90                                                      | 8.66       | 8.33           | 8.297    |
| Turquía | 8.21                                                      | 8.43       | 8.20           | 8.280    |
| Uruguay | 7.85                                                      | 8.89       | 8.09           | 8.277    |
| República Dominicana | 8.28                                                      | 8.51       | 7.91           | 8.233    |
| Francia | 8.06                                                      | 8.83       | 7.80           | 8.230    |
| Canadá | 7.96                                                      | 9.03       | 7.63           | 8.207    |
| Hong Kong | 8.01                                                      | 8.27       | 8.16           | 8.147    |
| El Salvador | 7.76                                                      | 8.94       | 7.74           | 8.147    |
| Chipre | 8.03                                                      | 8.46       | 7.91           | 8.133    |
| Japón | 7.84                                                      | 8.62       | 7.78           | 8.080    |
| Curaçao | 7.81                                                      | 8.27       | 8.14           | 8.073    |
| Suriname | 7.76                                                      | 8.54       | 7.90           | 8.067    |
| Suazilandia | 7.67                                                      | 8.68       | 7.84           | 8.063    |
| Tailandia | 7.80                                                      | 8.27       | 8.08           | 8.050    |
| Irlanda | 7.61                                                      | 8.85       | 7.69           | 8.050    |
| Alemania | 7.89                                                      | 8.56       | 7.69           | 8.047    |
| Austria | 7.80                                                      | 8.30       | 8.02           | 8.040    |
| Bolivia | 7.81                                                      | 8.17       | 8.09           | 8.023    |
| Gran Bretaña | 7.52                                                      | 8.60       | 7.91           | 8.010    |
| Grecia | 7.61                                                      | 8.44       | 7.94           | 7.997    |
| Nigeria | 8.09                                                      | 7.94       | 7.95           | 7.993    |
| Malasia | 7.65                                                      | 8.19       | 8.11           | 7.983    |
| Bahamas | 7.46                                                      | 8.47       | 8.01           | 7.980    |
| Islas Caimán | 7.58                                                      | 8.46       | 7.87           | 7.970    |
| Islas Turcas y Caicos | 7.68                                                      | 8.68       | 7.55           | 7.970    |
| Guam | 7.60                                                      | 8.59       | 7.65           | 7.947    |
| Estonia | 7.48                                                      | 8.49       | 7.78           | 7.917    |
| Malta | 7.56                                                      | 8.41       | 7.74           | 7.903    |
| Sri Lanka | 7.51                                                      | 8.61       | 7.54           | 7.887    |
| Paraguay | 7.54                                                      | 8.15       | 7.93           | 7.873    |
| Islas Marianas del Norte | 7.81                                                      | 8.14       | 7.45           | 7.800    |
| Honduras | 7.49                                                      | 8.21       | 7.67           | 7.790    |
| Ghana | 7.22                                                      | 8.49       | 7.44           | 7.717    |
| Bulgaria | 7.59                                                      | 7.84       | 7.71           | 7.713    |
| Belice | 7.32                                                      | 8.24       | 7.51           | 7.690    |
| Islas Vírgenes Británicas | 7.26                                                      | 8.06       | 7.67           | 7.663    |
| Mauricio | 7.20                                                      | 7.43       | 7.46           | 7.363    |